# Tridentiger trigonocephalus
Tridentiger trigonocephalus és una espècie de peix de la família dels gòbids i de l'ordre dels perciformes.

## Morfologia
- Els mascles poden assolir 11 cm de longitud total.[1][2]

## Reproducció
És ovípar i els ous són dipositats en nius que són protegits pel mascle.

## Hàbitat
És un peix de clima temperat (2 °C-20 °C) i demersal.

## Distribució geogràfica
Es troba a Àsia: Sibèria oriental, la Xina, Corea i el Japó.

## Observacions
És inofensiu per als humans.